# Староладозька фортеця
Староладо́зька форте́ця (Ладозька фортеця, рос. Староладожская (Ладожская) крепость) — найдавніша кам'яна оборонна споруда Русі, збережена до нашого часу. Розташована у селі Стара Ладога на Ладозькому мисі, біля впадіння у Волхов річки Ладожки.
У XV—XVIII століттях на території фортеці існував чоловічий Ладозький Георгіївський застінний монастир, монахи якого одночасно були і залогою фортеці.

## Хроніка
- IX—XII ст. — період існування фортеці-попередниці, збудованої в часи Олега Віщого (на рубежі IX—Х ст.).
- 1116 — закладення кам'яної фортеці ладозьким посадником Павлом[2].
- 1164 — Староладозька фортеця успішно витримала напад шведів на 55 кораблях.
- 1165—1166 — на території фортеці збудовано Георгіївську церкву.
- 1313 — шведи здобули і спалили фортецю.
- 1338 — шведи безуспішно штурмували фортецю.
- 1445 — створено Ладозький Георгіївський застінний монастир.
- XVI ст. — суттєва перебудова фортеці (у зв'язку з поширенням вогнепальної зброї).
- 1610 — шведи знову здобули фортецю.
- 1701 — останній напад шведів.
- 1761 — ліквідовано Георгіївський монастир.

## Схема фортеці
| Схема Староладозької фортеці | 1.  | Воротна башта (відновлена).                 |
| Схема Староладозької фортеці | 2.  | Стрілочна башта (в процесі реставрації).    |
| Схема Староладозької фортеці | 3.  | Тайнична башта (руїни).                     |
| Схема Староладозької фортеці | 4.  | Розкатна башта (руїни).                     |
| Схема Староладозької фортеці | 5.  | Климентівська башта (відновлена).           |
| Схема Староладозької фортеці | 6.  | Дерев'яна церква Дмитра Солунського (1731). |
| Схема Староладозької фортеці | 7.  | Георгіївська церква.                        |
| Схема Староладозької фортеці | 8.  | Земляне городище (1584-85).                 |
| Схема Староладозької фортеці | 9.  | Археологічний розкоп.                       |
| Схема Староладозької фортеці | 10. | Річка Волхов.                               |
| Схема Староладозької фортеці | 11. | Річка Ладожка.                              |
| Схема Староладозької фортеці | 12. | Село Стара Ладога.                          |

## Галерея

Фортеця до 1500 року
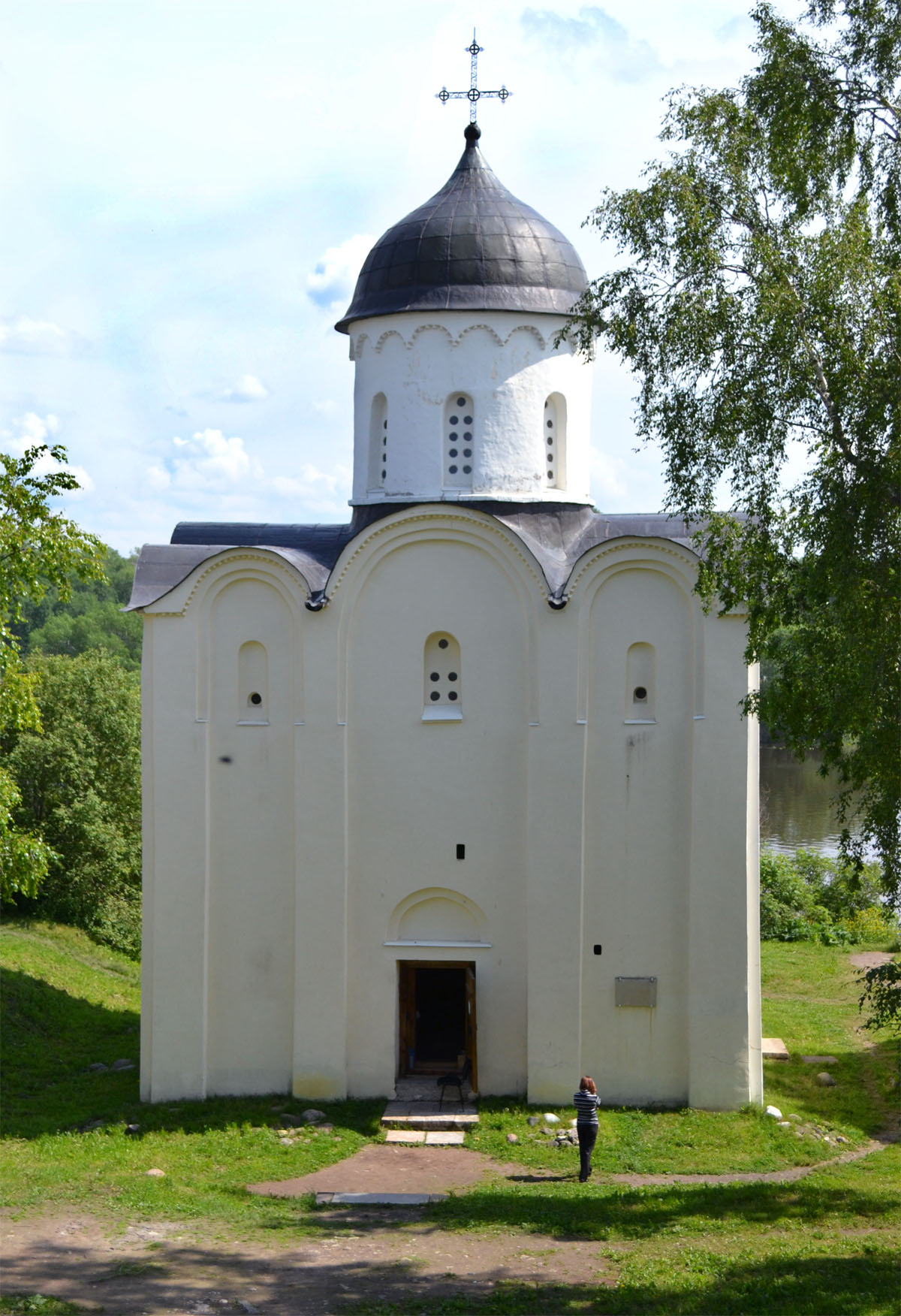
Георгіївська церква